# 가와야기촌
가와야기촌(川柳村)은 사이타마현의 남동부 미나미사이타마군에 속했던 촌이다. 

## 역사
- 1889년 4월 1일 - 정촌제 시행에 수반해 미나미사이타마군 가와야기촌이 성립하였다.
- 1950년 - 미나미사이타마군 오사가미촌의 일부를 편입하였다.
- 1955년 8월 1일 - 기타아다치군 소카정에 편입되었다.

## 참고문헌
- 角川日本地名大辞典・埼玉県